# マラウィスクス
マラウィスクス（学名：Malawisuchus）は、マラウイに分布する前期白亜紀の地層から化石が産出した、ノトスクス亜目に属する偽鰐類の属。全長は60センチメートル未満と小型で体は華奢であるが、頸部の筋肉が強靭であり、頭蓋骨の特徴は地中に穴を掘る現生のサバクキンモグラと類似する。頭蓋骨の吻部は左右に狭く、後頭部が広がって二等辺三角形状をなす。異歯性を示す歯や前後に運動する下顎を持ち、小型両生類や昆虫および腹足類を捕食していたと見られる。

## 発見と分類
マラウィスクスはマラウイに分布する下部白亜系のダイナソー・ベッズから発見された。1997年にエリザベス・M・ゴマニによってノトスクス科の属として記載された。タイプ種は M. mwakasyungutiensis で、種小名は発見地でもあるマラウイ北部の Mwakasyunguti に由来する。その後、マラウィスクスはCarvalho et al. (2004) により Itasuchidae に再分類された。

## 特徴
マラウィスクスの最初の発見は1989年のことであったが、その後数年に亘って記載されなかった。先に記載されていたノトスクスとの形態的な差異として、口腔の奥の歯に複数の咬頭が存在すること、前前頭骨が狭く長いこと、上顎-頭頂窓が存在しないこと、鱗状骨が深く突出すること、顎関節がより長くかつ平坦であることが挙げられる。
マラウィスクスの顎の後方には複数の咬頭を持つ哺乳類のものに類似した歯が存在した。上顎の先端付近に位置する牙状の歯で小型両生類・昆虫・腹足類といった獲物を捕らえ、長く平坦な顎関節で下顎を前側に運動させ、奥の歯で食物を処理したことが示唆される。
高く発達した神経棘に代表される特徴から、頸部は強靭であったことが分かる。また大腿骨頭は内側を向き、また遠位顆が後側を剥くことから、後肢は直立姿勢と走行能力を示唆する。加えて、上腕骨の筋肉の付着部は発達しており、上腕の高い回転能力と収縮、すなわち掘削能力を示唆する。加えて、関節した標本のタフォノミーからも、マラウィスクスの化石が巣穴で構成された堆積物の中で保存されたことが示唆される。